# Siderka
Siderka (prononcé [ɕiˈdɛrka]) est un village polonais de la gmina de Sidra dans le powiat de Sokółka et dans la voïvodie de Podlachie. Il se situe à environ 5 kilomètres au nord de Sidra, à 22 kilomètres au nord de Sokółka et à 57 kilomètres au nord de Białystok. 